# Катун (река)
Вижте пояснителната страница за други значения на Катун.
Кату̀н (на руски: Катунь; на южноалтайски: Кадын) е река в Русия, Южен Сибир, Република Алтай и Алтайски край лява съставяща на река Об. Дължината ѝ е 688 km, което ѝ отрежда 100-тно място по дължина сред реките на Русия.
Река Катун води началото си от ледника Геблер, стичащ се по южното подножие на връх Белуха, най-високата точка на планината Алтай. В горното си течение (186 km) до устието на река Кокса (ляв приток) заобикаля от юг и запад Катунския хребет в тясна долина и с голям наклон – над 1000 m. В този участък реката приема множество малки притоци, стичащи се от южния и западен склон на Катунския хребет и хребетите Листвяга и Халзун, разположени покрай левия бряг на реката. Средното течение на Катун (206 km) между устията на реките Кокса и Голяма Сумулта (десен приток) преминава в района на високи планински хребети. Тук наклонът на реката намалява до 400 m и скоростта на течението ѝ намалява в сравнение с горното течение. В началото на средното си течение посоката на течението е източна, а след устието на река Аргут (десен приток) – северна. Между село Тюнгур и устието на Аргут реката тече в дълбоко дефиле, а след това до устието на река Чуя (десен приток) долината ѝ става широка и се появяват речни тераси. Долното течение на Катун (296 km) до сливането ѝ с река Бия е разположено между средно и нископланински хребети. Тук наклонът на рекат се запазва същия като в средното течение. Долината ѝ още повече се разширява (до 4 km), в т.ч. и речните ѝ тераси. След село Майма, Република Алтай реката излиза от планината Алтай и навлиза в степните райони на Южен Сибир. В този последен участък по течението на Катун се появява широка заливна тераса, в която реката се разлива, като образува протоци, старици, острови и плитчини. На 10 km югозападно от град Бийск, на 164 m н.в. се съединява с идващата отдясно река Бия и двете заедно дават началото на голямата река Об.
Водосборният басейн на Катун обхваща площ от 60 900 km2, което представлява 2,04% от водосборния басейн на река Об. Във водосборния басейн на реката попадат части от териториите на Република Алтай и Алтайски край.
Границите на водосборния басейн на реката са следните:
- на север – водосборния басейн на река Бия (дясна съставяща на Об);
- на юг – водосборния басейн на река Кобдо, вливаща се в езерото Хиргис Нур, Монголия;
- на югозапад – водосборния басейн на река Иртиш, ляв приток на Об;
- на запад – водосборните басейни на реките Чариш, Ануй и Песчаная, леви притоци на Об.

Река Катун получава 254 притока с дължина над 10 km, като 6 от тях са дължина над 100 km. По-долу са изброени всичките тези реки, за които е показано на кой километър по течението на реката се вливат, дали са леви (→) или (←), тяхната дължина, площта на водосборния им басейн (в km2) и мястото където се вливат.
- 502 → Кокса 179 / 5600, при село Уст Кокса, Република Алтай
- 390 ← Аргут 232 / 9550, на 9 km южно от село Инеген, Република Алтай
- 367 ← Чуя 320 / 11 200, на 7 km югоизточно от село Иня, Република Алтай
- 298 → Урсул 119 / 3710, Република Алтай
- 80 ← Иша 162 / 3430, при село Старая Суртайка, Алтайски край
- 8 → Иша 110 / 2030, при село Катунское, Алтайски край

Във водосборния басейн на Катун се наброяват над 800 малки ледника с обща площ от 625 km2, поради което ледниковото и снежно подхранване на реката играе съществена роля. Среден годишен отток при село Сростки, Алтайски край (на 53 km от устието) 626 m3/s. Средна скорост на течението 5 – 6 m/s. Замръзва през декември в горното течение, а в долното – в края на ноември, а се размразява през първата половина на април.
По течението на реката в Република Алтай са разположени селата: Уст Кокса, Чемал и Майма (районни центрове).
Катун е плавателна на 33 km от устието си до село Шулгинка. Поради това че река Катун в по-голямата се част е планинска река тя притежава голям потенциал за производство на електроенергия (около 31 млрд. кВт/год.), който все още не се използва. По част от долното и средното ѝ течение преминава участък от Чуйския тракт (Чуйското шосе) – от град Бийск до границата с Монголия.